# Zamfira
Zamfira – wieś w Rumunii, w okręgu Prahova, w gminie Lipănești. W 2011 roku liczyła 652 mieszkańców.